# Кітті Сьюелл
Кітті Сьюелл (англ. Kitty Sewell; до шлюбу Гаррі (англ. Kitty Harri)) — шведська письменниця, яка пише англійською мовою.

## Загальні відомості
Кітті Гаррі народилась у Швеції, де до 13 років жила з батьками на сільській фермі. Згодом родина переїхала на Канарські острови, де Кітті відвідувала німецьку школу, завдяки чому швидко вивчила німецьку та іспанську мови.
Потім її родина переїхала до Канади, і у віці 18 років Кітті отримала канадське громадянство. Там вона захоплювалась філософією хіпі, поїздками по країні автостопом, пошуками себе. Там же одружилася і народила двох дітей — Елізу та Еріка. Але шлюб з часом розпався.
В Канаді вона отримала юридичну освіту і місце державного нотаріуса в невеликій субарктичній громаді, яка згодом стане місцем подій її популярного роману «Крижана пастка» (Ice Trap).
Після другого шлюбу з англійським лікарем Джоном переїхала до Англії, а потім до Уельсу. В Європі вона працює психотерапевткою (як в приватній медицині, так і Національній службі охорони здоров'я (NHS)), журналісткою, займається бізнесом — керує агентством з нерухомості.
Згодом захоплюється скульптурою. Як скульпторка вона удостоєна двох нагород (працює під дошлюбним прізвищем Кітті Гаррі). Разом із своїм новим чоловіком, інженером і музикантом Ніком Таскером, є творчинею популярного в Іспанії ботанічного саду скульптур.
Інтерес до написання книг з'явився під час роботи в газеті, в якій вона вела колонку про психічне здоров'я.
Будучи підданою Великої Британії та Канади, з 2003 року вона з Ніком проживає в Андалусії, періодично перебуває в Уельсі та Канаді, а також — в Швеції. В горах Гранади вона володіє фруктовими плантаціями. За словами письменниці, їх будинок на фермі в Іспанії — ідеальне місце для літературних занять. Але головним своїм досягненням Кітті Сьюелл вважає свій щасливий шлюб.
Перший роман Кітті Сьюелл «Крижана пастка» увійшов до списку творів, висунутих на здобуття премії «Свіжа кров» Асоціації письменників кримінальної літератури (CWA New Blood Dagger), завоював премію BBC People Radio Wales «Найкраща книга року в Уельсі» («Вибір читачів»), відзначався нагородами в США, КНР, Бельгії, гідно оцінений 25 мільйонами читачів в 15 країнах світу і визнаний IBOC — міжнародною Книгою Клубів. Другий твір письменниці «Слід крові» є до певної міри автобіографічним. Головна героїня, як і Сьюелл працює психоаналітиком, захоплюється мистецтвом.
Її книги відрізняють глибоке проникнення в усі психологічні нюанси мотивів героїв. Романи Кітті належать до жанру кримінальної літератури, але не є кровожерливими (ніяких детективів-інспекторів, криміналістів, журналістів-розслідувачів). Її інтерес — у сфері прихованих людських пороків, гріхів, слабкостей, а також в павутинах, від яких їхні жертви прагнуть виплутатись чи втекти. Події її романів відбуваються в місцях, які вона вважає захоплюючими, і які часто оживають як персонажі самі по собі.

## Твори
- What Took You So Long?: A Girl's Journey to Manhood, 1995 (Penguin Books)
- My Cheating Heart, 2005
- Ice Trap, 2005 («Крижана пастка») — російською мовою під назвою «Западня» видана в Харкові 2007 року
- Hector's Talent for Miracles, 2007 (як Кітті Гаррі)
- Bloodprint, 2009 («Слід крові») — російською мовою під назвою «След крови» видана в Харкові 2009 року
- Cloud Fever, 2010
- The Fault, 2019